# خودسازی
خودسازی (انگلیسی: Self-realization) اصطلاحی است که در روان‌شناسی، فلسفه و معنویت استفاده می‌شود. در درک غربی، عبارت است از «تکمیل امکانات شخصیت یا بهبود خود توسط خود» (همچنین به خودشکوفایی مراجعه کنید). در درک هندی، خودتحققی شناختی رهایی‌بخش از خود واقعی است، چه به‌عنوان پوروشا دائمی یا آگاهی شاهد، که آتمن (ذات) است، یا به‌عنوان فقدان (سانیاتا).

## روانکاوی
اگرچه زیگموند فروید نسبت به دین و باطن‌گرایی بدبین بود، نظریه‌های او تأثیری پایدار بر تفکر و درک خود گذاشته‌است. تصور او از خاطرات سرکوب‌شده، اگرچه بر اساس فرضیاتی است که برخی متفکران بعدی آن را مورد تردید قرار داده‌اند، به بخشی از تفکر جریان اصلی تبدیل شده‌است. ایده‌های فروید بیشتر توسط دانشجویان و روان‌کاوهای نوین توسعه یافت. کارل یونگ، اریک اریکسون، کارن هورنای و دونالد وینیکات در درک غربی از خود، اهمیت ویژه‌ای داشته‌اند، اگرچه نظریه‌های بیشتری نیز توسط دیگران ایجاد شده‌است. یونگ مفهوم فردیت را توسعه داد، فرآیندی مادام‌العمر که در آن مرکز زندگی روان‌شناختی از خود به خود تغییر می‌کند. اریکسون در نظریه رشد روانی-اجتماعی خود، رشد انسانی را در طول عمر خود توصیف کرد. وینیکات مفهوم خود واقعی را توسعه داد، در حالی که هورنای دو دیدگاه از خود ما داشت: «خود واقعی» و «خود ایده‌آل». گردا بویسن، بنیان‌گذار روان‌شناسی بیودینامیک، دیدگاه سالوتوژنیک خود را در مورد شخصیت اولیه و شخصیت ثانویه توسعه داد. روبرتو آساجیولی رویکرد روان‌سنتز خود را توسعه داد؛ رویکردی بدیع به روان‌شناسی. رویکرد اصلی آساجیولی رویکردی است که پویا و پیوسته‌است، نه رویکردی که بتوان آن را در «مقصد نهایی» یافت یا کامل کرد.